# In discesa
In discesa è un singolo del rapper italiano Laïoung, pubblicato il 27 luglio 2018 per Sony Music. Il brano è entrato in rotazione radiofonica dal 27 luglio 2018.

## Video musicale
Il videoclip è stato diretto da Ornella Bonaccorsi e caricato su YouTube il 30 luglio 2018. Nonostante le controversie tra Laioung e la RRR Mob, nel video sono presenti diversi riferimenti ad essa.

## Tracce
1. In discesa – 3:15